# My Cosmos Is Mine
„My Cosmos Is Mine” este o melodie a trupei britanice Depeche Mode, lansată ca single în anul 2023. Este al doilea single de pe cel de-al 15-lea album de studio al trupei, Memento Mori. A fost acompaniat și de un remix realizat de DJ-ul brazilian ANNA.

## Compoziția
Cu o durată inițială de peste cinci minute, „My Cosmos Is Mine” este cea mai lungă melodie de pe album și prezintă sunete lente și statice menite să reamintească stilul industrial clasic al trupei, vocea lui Dave Gahan urmând linia de bas.
Martin Gore a declarat că a fost de fapt ultima piesă scrisă pentru album și a explicat ideea piesei într-un interviu german: „Am scris-o la scurt timp după ce Rusia invadase Ucraina. M-am gândit: „Cât să mai suportăm? Ce altceva se mai ivește?” Și prima mea reacție a fost să spun: „Mă voi trage înapoi în mica mea lume, lasă-mă în pace.” Cântecul este despre acel moment când ai de-a face cu neputința, să-ți protejezi sinele interior de atacurile din exterior și încerci să rămâi doar împreună cu cei dragi. Prefer să ne ascundem undeva, ceea ce, desigur, este destul de egoist, pentru că trebuie să acceptăm responsabilitatea binelui planetei noastre, altfel nimeni nu va mai exista.

## Lista trackurilor
Toate melodiile sunt scrise și compuse de Martin L. Gore. 
| Digital download |                                  |         |  |
| Nr.              | Titlu                            | Lungime |  |
| 1.               | „My Cosmos Is Mine” (ANNA Remix) | 8:01    |  |

| Limited 12″ |                                      |         |  |
| Nr.         | Titlu                                | Lungime |  |
| 1.          | „My Cosmos Is Mine” (ANNA Remix)     | 8:01    |  |
| 2.          | „Speak to Me” (HI-LO Extended Remix) | 5:55    |  |